# Hotel Bregaglia

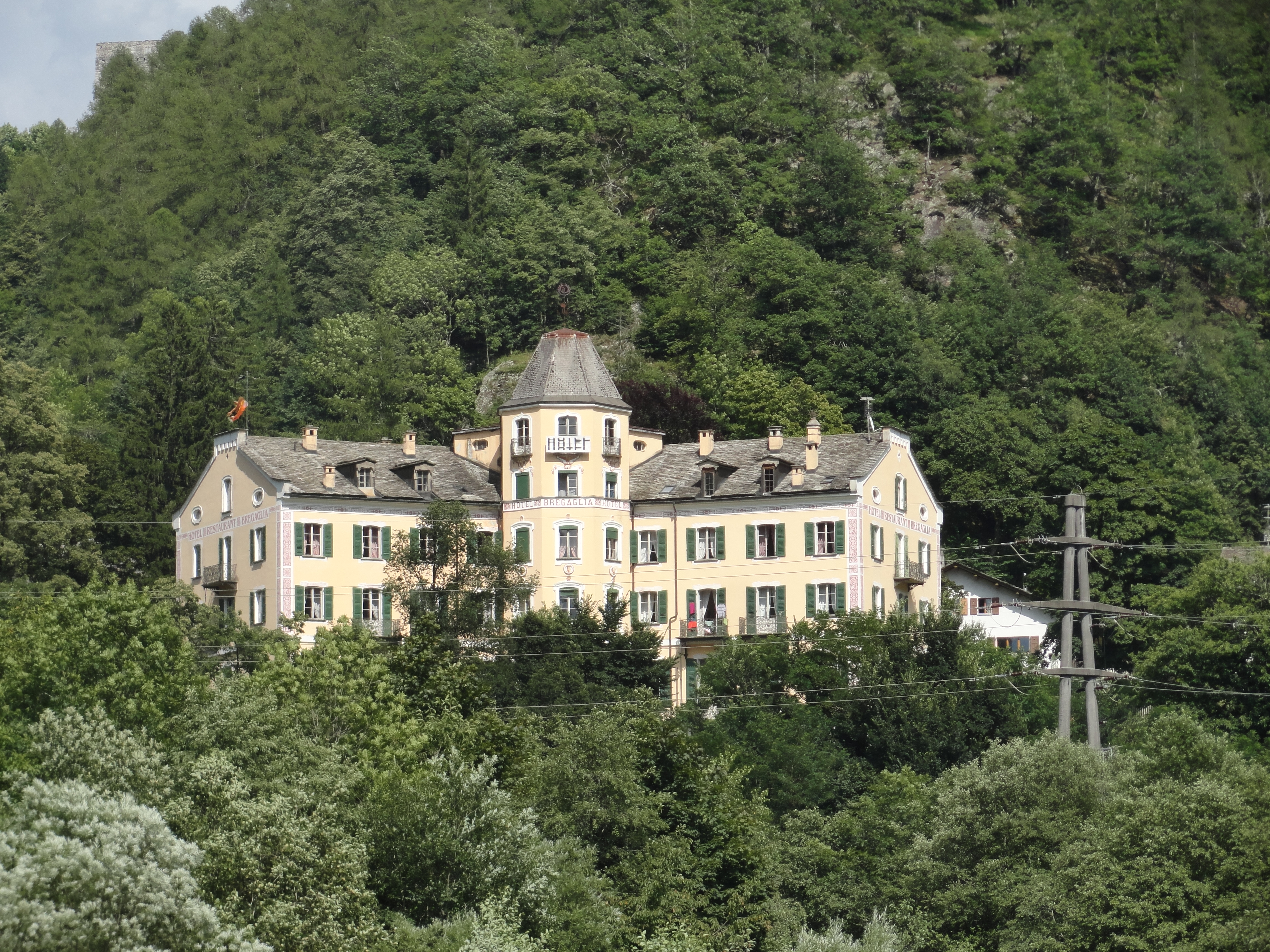
Ansicht von Westen

Das Hotel Bregaglia steht an exponierter Lage in Promontogno, dem oberen Teil des Dorfes Bondo im Bergell im schweizerischen Kanton Graubünden. Es stammt aus der Pionierzeit des Sommertourismus im Kanton Graubünden. Das Hotel Bregaglia zählt zu den wenigen Monumentalbauten im Tal und ist ein Beispiel der alpinen Hotelarchitektur aus der Gründerzeit. Es ist eines der wenigen Hotels, die noch weitgehend im Originalzustand der Belle Époque verblieben sind.

## Geschichte
Architekt des Hotels Bregaglia war der Italiener Giovanni Sottovia aus Vicenza, der in der Südschweiz mehrere Hotels und in Poschiavo die Palazzi gebaut hatte. Gebaut wurde das Hotel 1875/76 als Übergangsstation, damit sich die Gäste aus Italien – manchmal mehrere Wochen lang – langsam an das Höhenklima von St. Moritz gewöhnen konnten. Später kamen Touristen aus England und Deutschland. Auch diente es als Erholungsort für Rekonvaleszente. Ab 1901 konnte das Hotel von der benachbarten Mühle Scartazzini dank einer dort seit 1897 installierten Turbine und einem daran gekoppelten Generator Strom beziehen für die Beleuchtung.

## Bau

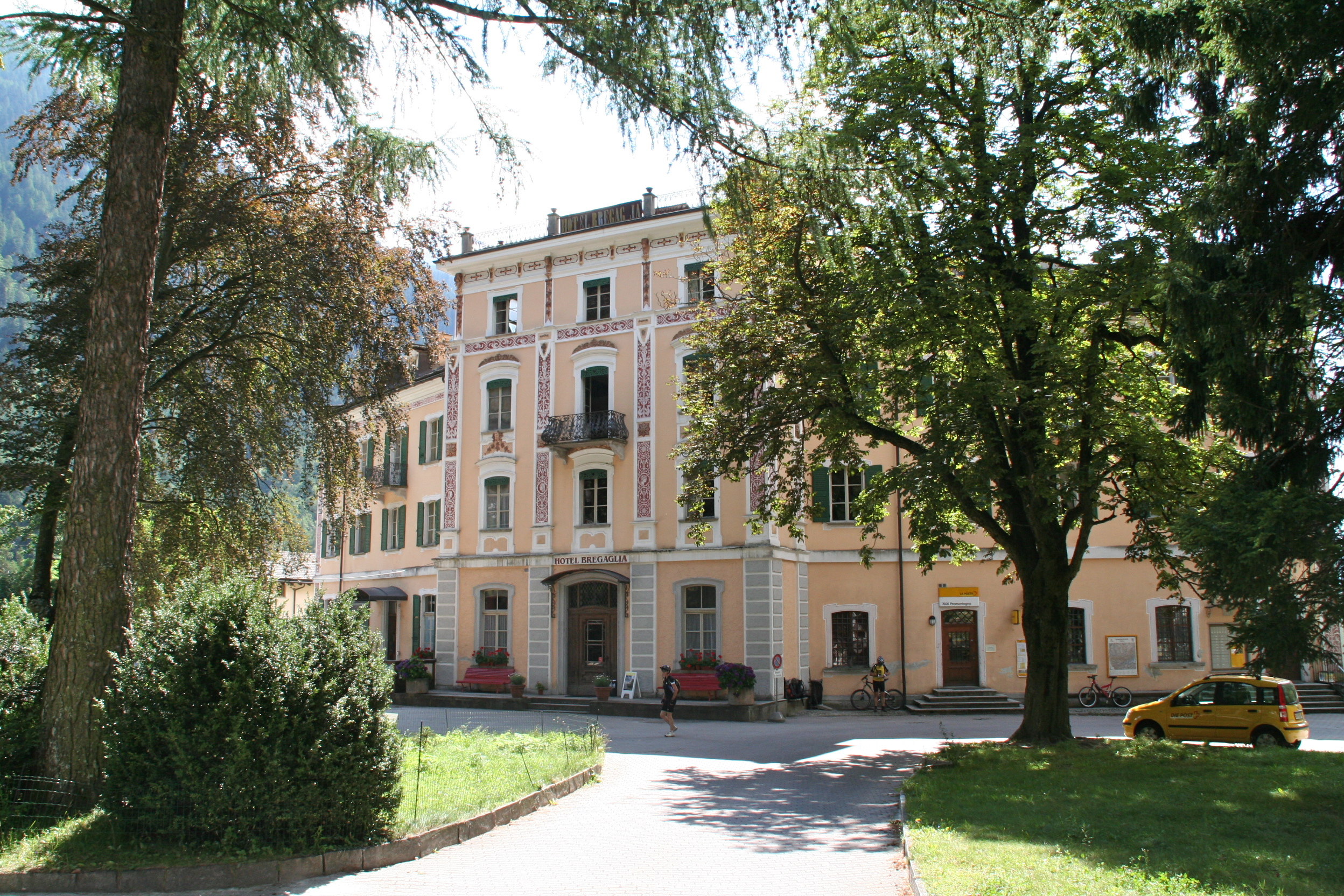
Vorderseite

Das Haus mit dem markanten achteckigen Turm und zwei Flügeln ist V-förmig an die Topographie des Geländes angepasst. Das sechseckige Atrium mit Glasdach im Innern diente zur Belichtung der Erdgeschossräume, als die Räume noch nicht elektrisch beleuchtet wurden. Später wurde über dem Erdgeschoss eine Decke eingezogen.
Die Hotelzimmer und Korridore sind teilweise mit figürlichen Malereien reich dekoriert. Die Mehrzahl der Räume ist einfach eingerichtet, aber weitgehend originalgetreu erhalten.
Vor dem geräumigen Foyer führt ein weites Treppenhaus in die oberen Stockwerke. Auf der Bergseite liegt ein kleiner Park, wo früher die Kutschen vorfuhren. In das Hotel integriert sind heute eine Filiale der Post und ein kleines Restaurant. Das Hotel liegt an den Postautorouten St. Moritz-Lugano und St. Moritz-Chiavenna.

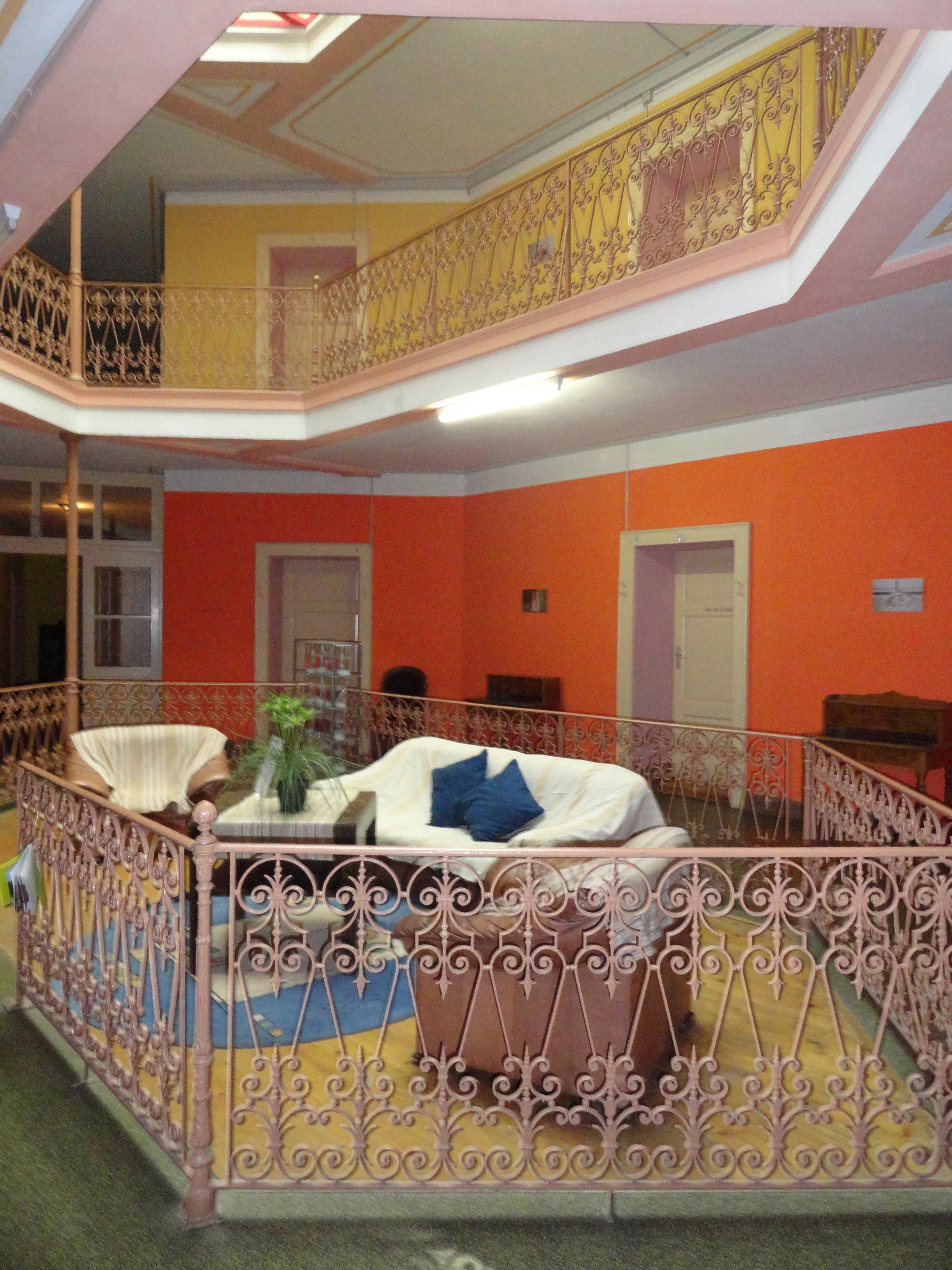
Lichthof
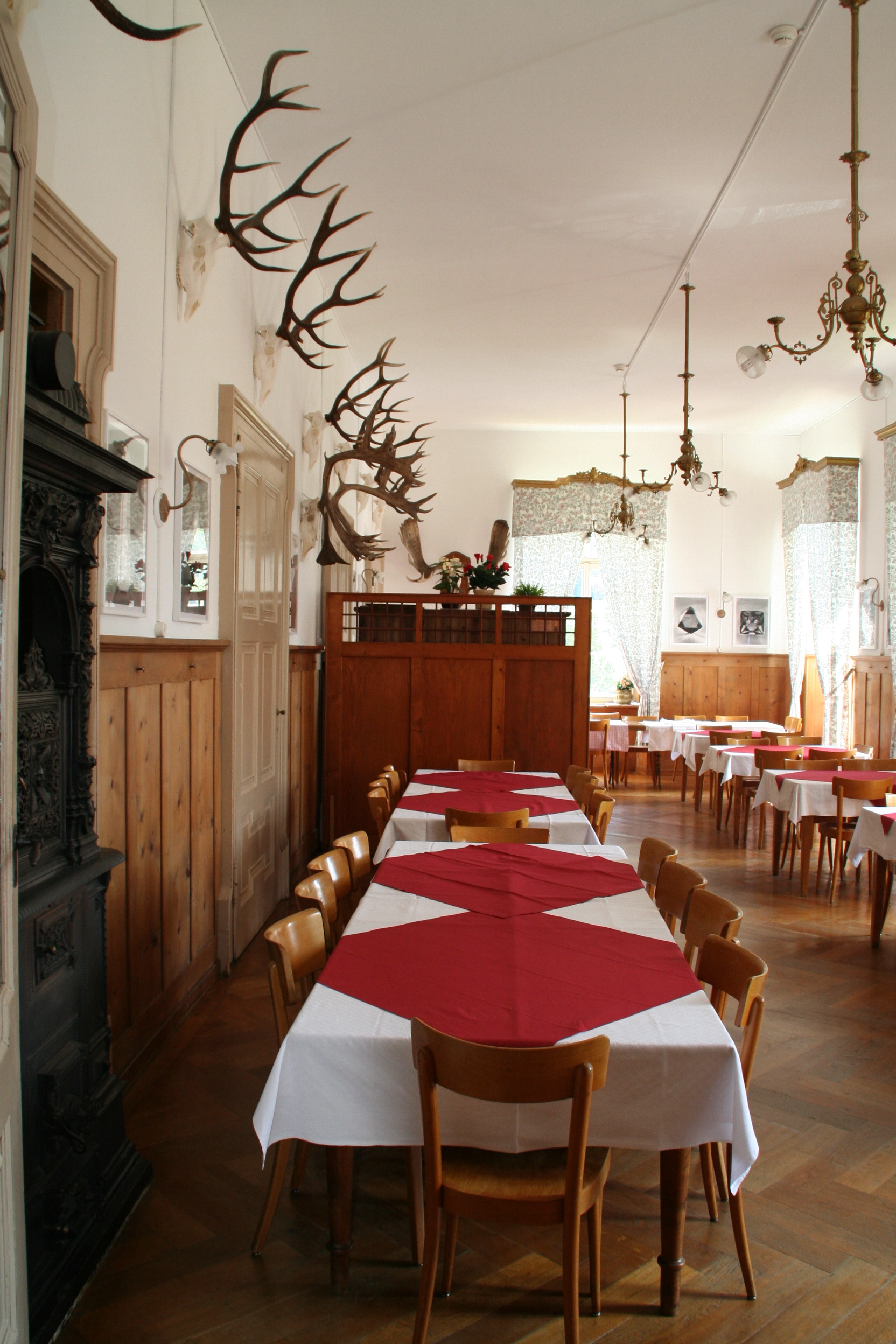
Essraum
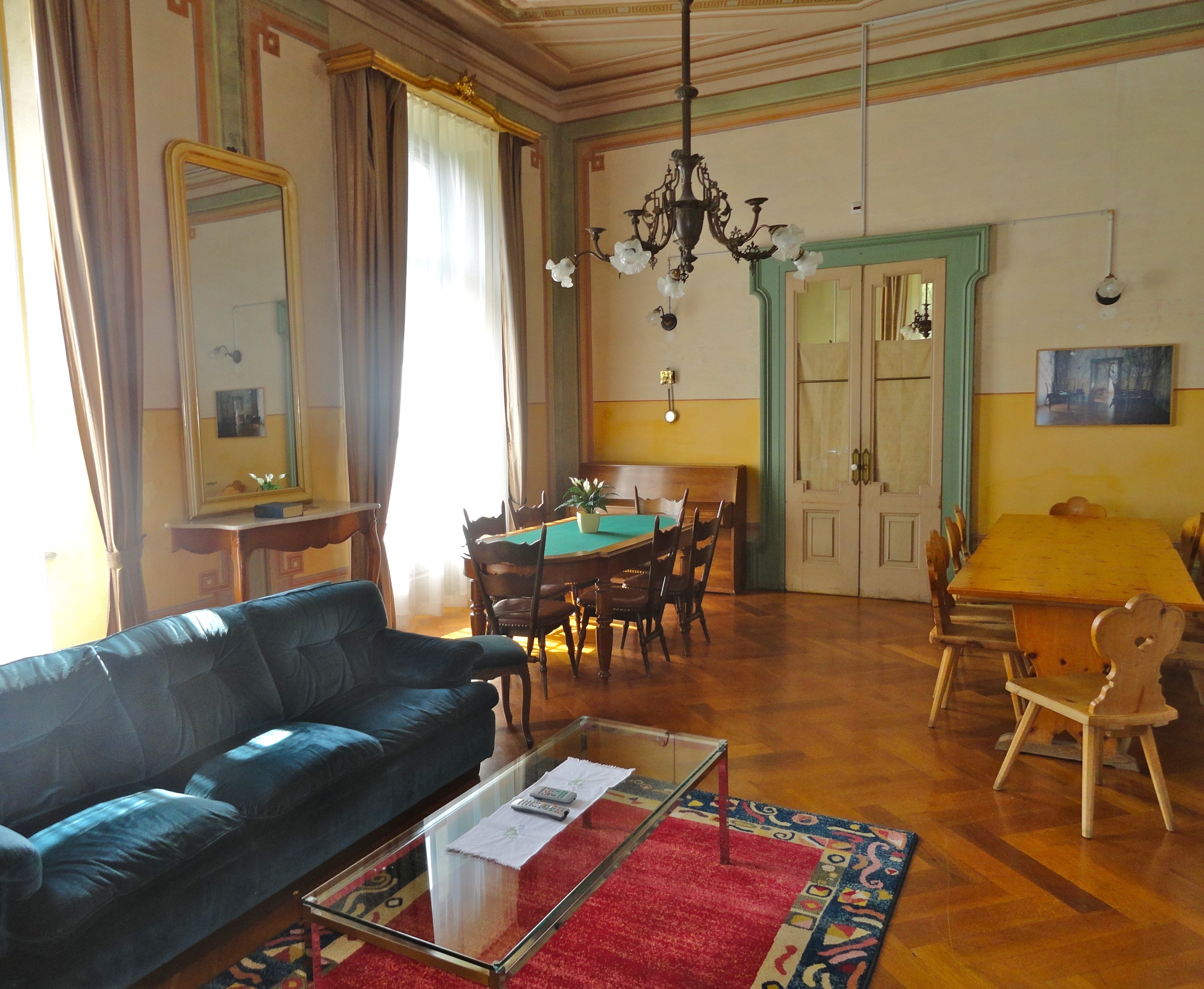
Salon
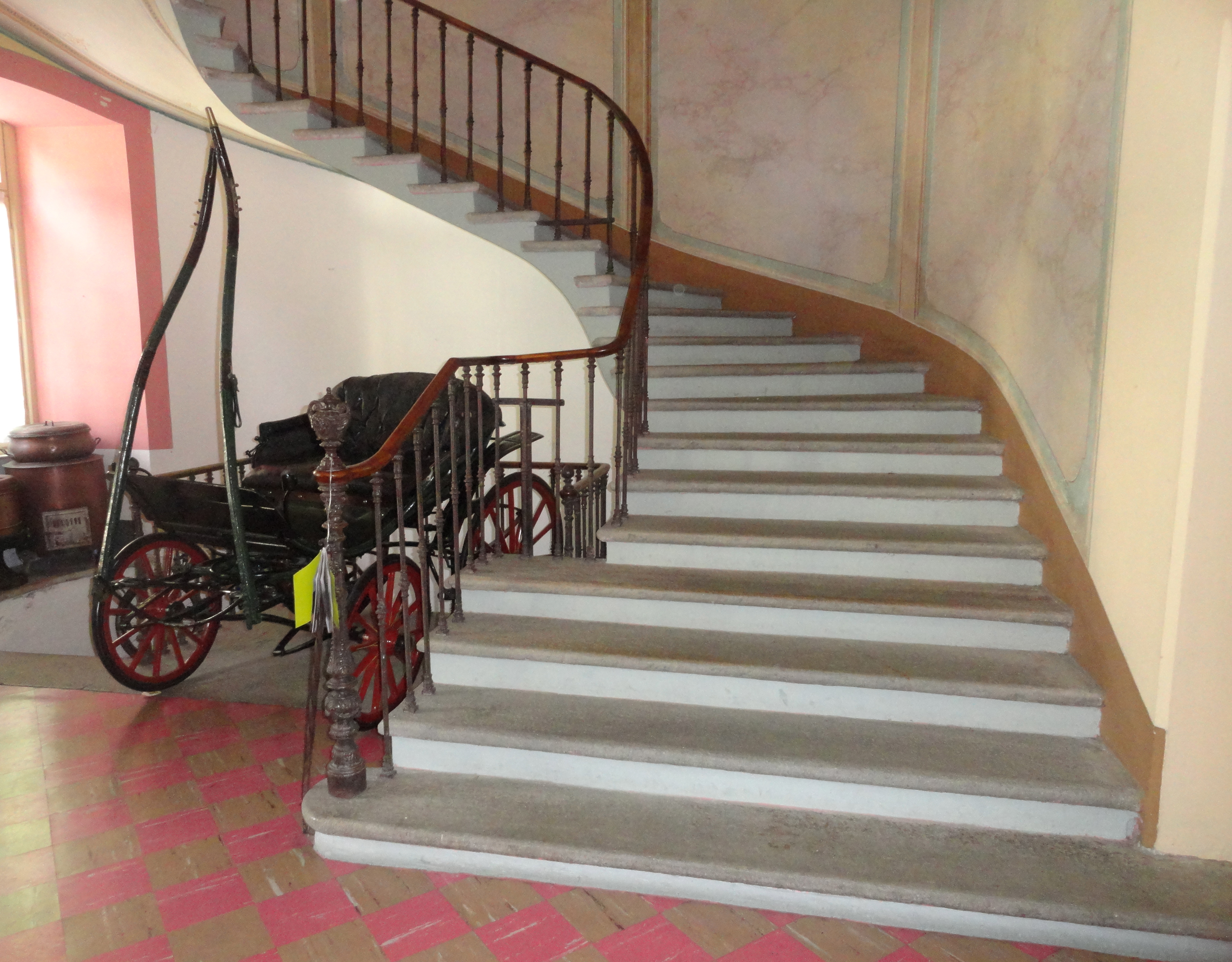
Treppenhaus
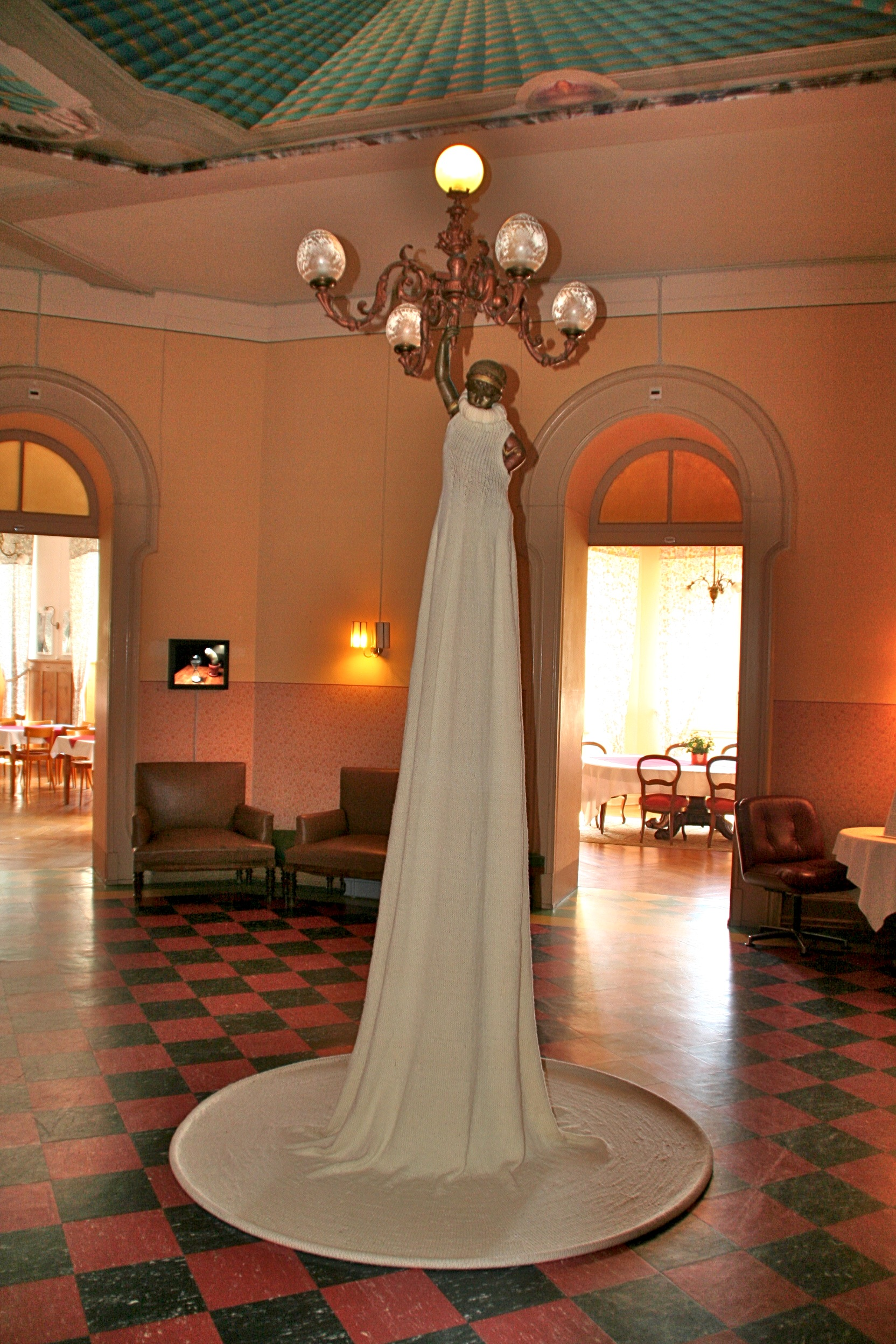
Eingangshalle

## Artehotel
Im Hotel wurde 2010 erstmals die Ausstellung «Arte Hotel Bregaglia» organisiert; 2012 wurde sie fortgesetzt. Mehrere Schweizer Künstler entwickelten spezifisch für den Ort Installationen verschiedener Art.